# 拉里萨专区
拉里萨专区（希臘語：Περιφερειακή ενότητα Λάρισας）是希腊色萨利大区的一个专区。首府为拉里萨。专区面积为5,381平方公里，2011年人口数量为269,151人。

## 行政
拉里萨州最初成立于1882年。在2011年卡利克拉提斯改革方案中，希腊所有州份被取消。原拉里萨州作为整体设立为拉里萨专区。拉里萨专区下分为7个市镇（括号内为地图中的数字）：
- 阿伊亚（2）
- 埃拉松（3）
- 法尔萨拉（7）
- 基莱莱尔（4）
- 拉里萨（1）
- 滕皮（5）
- 蒂尔纳沃斯（6）